# 前山田健一
前山田健一（日语：前山田 健一，1980年7月4日—），日本男音樂家、音樂製作人、作詞家、作曲家、編曲家。O型血。
出身於大阪府大阪市住吉區。作為歌手和藝人身分活動場合的名義使用「Hyadain／」。SUPALOVE所屬。Hyadain名義所屬Stardust Promotion。

## （hyadain）
創作遊戲和動畫歌曲時用的名義，使用多重錄音手法製作出從老人到孩子、從男性到女性的不同聲音。如和兩首歌中的女聲均爲通過電腦調音製作的，名爲（Hyadaruko）。

### 的由來
是勇者鬥惡龍中的一個咒文。

## 人物
興趣料理。喜歡桑拿並作為愛好者而聞名，在日本各地進行桑拿之旅。

## 「前山田健一」名字提供作品
電波組.inc
- 「Future Diver」（編曲、製作）
- 「Sabotage」（「キラキラチューン」收錄、編曲）
- 「強い気持ち・強い愛」（「でんぱれーどJAPAN」收錄、編曲）
- 「W.W.D」（作詞、作曲、編曲）
- 「W.W.D II」（作詞、作曲）
- 「ノットボッチ...夏」（編曲）
- 「ハジマリ」（作曲、編曲）
- 「スーパーカリフラジリスティックエクスピアリドーシャス」（迪士尼翻唱專輯「Disney Rocks!!! Girl`s Power!」收錄、編曲）
- 「轆轤KISS」（作曲・編曲）NHK BS Premium「電視節目笨蛋主義2」短劇中使用的歌曲。由笨蛋主義作詞、前山田健一作曲的劇中歌
- 「ちゅるりちゅるりら」（作詞、作曲）
- 「おつかれサマー!」（作詞、作曲）與北川悠仁共同創作
- 電波組.inc相關
  - しょこたん♥電波組 「PUNCH LINE!」（作詞・作曲・編曲）中川翔子和電波組.inc的組合
  - 電波組♥しょこたん 「續・PUNCH LINE!」（作詞・作曲）中川翔子和電波組.inc的組合

### 動畫、遊戲相關
- 偶像宣言
  - MilkyWay
  - 月島星璃 starring 久住小春 (早安少女組。)
  -  starring 北原沙彌香
  -  starring 吉川友
- 日常
  - （OP第1話 - 第6話、第8話 - 第13話、NHK版：奇數回）作詞/作曲/編曲/主唱[2]
  - （OP第14話 - 第16話、第18話-第23話、第25話、NHK版：偶數回）作詞/作曲/編曲/主唱
  -  『Zzz』（ED第1話 - 第13話、NHK版：第1話 - 第12話）作詞/作曲/編曲
  - 主題曲
    - （作詞/作曲/編曲）
    - （作詞/作曲/編曲）
    - 全部角色歌（作詞/作曲/編曲）
- 黑子的篮球（第1期）前半ED 『Start it right away』（作词/作曲/编曲/主唱）
- 爆漫王。（第3期）後半OP『23時40分 feat. Base Ball Bear』（作词/作曲/主唱）
- エロ 山下智久 『ERO -2012 version』（作詞/作曲/主唱/編曲：Base Ball Bear）
- 電波少女與錢仙大人OP （作詞/作曲/編曲）
- maiko『Don't Go Baby!!』（『頭文字D Fourth Stage』第6話,『SEB presents 頭文字D Fourth Stage D SELECTION+』收錄）（作詞/作曲）
- 一拳超人ED（作曲/编曲）
- 魔法使 光之美少女！後半ED（作曲）[3]
- 廢天使加百列OP（作詞/作曲/編曲）
- Slow Start最終話ED（作曲）
- 邪神與廚二病少女 ED『Home Sweet Home!』（作曲/編曲）
- 賈希大人不氣餒！ OP2『生活こんきゅーダメディネロ』（作曲/編曲）[4]
- （平野綾）、（加藤英美里）、（福原香織）、（遠藤綾）作曲・編曲

### 歌手
- 石田裕子『Changes』作詞
- 伴都美子『Refrain』（『Van.』收錄）作詞
- K『525600min.～Seasons of Love』作詞・作曲
- 倖田來未×misono『It's all Love!』作曲
- 東方神起『Share The World』作曲
- 麻生夏子『Perfect-area complete!』作曲・編曲、『Dream into action! 』作曲
- Tiara『Don't Stop』(單曲收錄）作詞（共作）
- 大島麻衣作曲・編曲
- AKB48向日葵組 2nd Stage作曲・編曲
- 乙女新黨 『もうそう★こうかんにっき』作詞
- 桃色幸運草作詞・作曲・編曲[5]
- 桃黑亭一門作詞・作曲・編曲
- 哈密瓜紀念日『Give Me Up』(『MEGA MELON』收錄）編曲
- 玉蘭花 Factory『有些天真! 豬突猛進』作詞・作曲[6]
- Juice=Juice『https://www.youtube.com/watch?v=JzDQj4X17gI （页面存档备份，存于）』作詞・作曲
- 宮田俊哉『ヲタクだったってIt’s Alright!』（收錄於Kis-My-Ft2『I SCREAM』專輯內）作曲・編曲
- Country Girls作詞・作曲
- 早安少女組。20th：早安少女組。LEADERS - WE ARE LEADERS! ～隊長難為～
- ANGERME 『タデ食う虫もLike it!』作詞・作曲[7]、『人生、すなわちパンタ・レイ』作詞・作曲

### 廣告
- 森永チョコボール 廣告樂曲擔當（大嘴鳥群擔當歌唱）
- NTT DOCOMO「d動畫商城」廣告樂曲擔當（中川翔子擔當歌唱）
- PARCO廣告樂曲擔當
- UNIQLO廣告樂曲擔當（三浦祐太朗擔當歌唱）
- 紀文（日语：紀文食品）「魚河岸」廣告樂曲擔當（私立惠比壽中學擔當歌唱）
- 武田網路廣告樂曲擔當（Negicco擔當歌唱）
- Car sensor（日语：カーセンサー）－標題音效
- 久保田 「英吉利水環境篇」－廣告樂曲擔當
- UNITEHOUSE－廣告樂曲擔當

### 其它
- 7&I控股「7pay（日语：セブン・ペイ）」結算音樂作曲[8]
- 埼玉電視台 （作曲・編曲）[9]

### 商業作品

#### 單曲
| 枚數 | 發行日期       | 單曲名稱（日文名稱）               | 規格編號   | 規格編號                                           | 最高排名 |
| 枚數 | 發行日期       | 單曲名稱（日文名稱）               | 初回盤     | 通常盤                                             | 最高排名 |
| ---- | -------------- | ---------------------------------- | ---------- | -------------------------------------------------- | -------- |
| 1st  | 2011年4月27日  | Hyadain的單單單☆單相思-C（ヒャダインのカカカタ☆カタオモイ-C）       | －         | LACM-4801                                          | 第12名   |
| 2nd  | 2011年8月3日   | Hyadain的超特級友情（ヒャダインのじょーじょーゆーじょー）            | －         | LACM-4830                                          | 第18名   |
| 3rd  | 2011年11月23日 | 聖誕節？那是什麼？可以吃的嗎？（） | －         | LACM-4884                                          | 第49名   |
| 4th  | 2012年5月9日   | Start it right away                | LACM-34926 | LACM-4926                                          | 第27名   |
| 5th  | 2012年8月8日   | SANBA de TORIKO!!!（）             | LACM-34971 | LACM-4971                                          | 第101名  |
| 6th  | 2013年1月30日  | 23時40分                           | LACM-34060 | LACM-14060                                         | 第79名   |
| 7th  | 2013年5月29日  | 微笑的神明在我身上降臨了！（）     | －         | LACM-14095（Men's Disc） LACM-14096（Lady's Disc） | 第69名   |
| 8th  | 2014年2月12日  | 短褲魂（）                         | LACM-34185 | LACM-14185                                         | 第77名   |

#### 專輯
| 枚數 | 發行日期       | 專輯名稱 | 規格編號     | 規格編號    | 最高排名 |
| 枚數 | 發行日期       | 專輯名稱 | 初回盤       | 通常盤      | 最高排名 |
| ---- | -------------- | -------- | ------------ | ----------- | -------- |
| 1st  | 2012年11月28日 | 20112012 | LACA-39254/5 | LACA-9254/5 | 第24名   |

#### 影像作品
- TV ～第一章 唐揚…（2012年5月23日，Frontier Works）

### 商業搭配
| 歌曲名稱                      | 商業搭配                                      | 起用年份          |
| ----------------------------- | --------------------------------------------- | ----------------- |
| Hyadain的單單單☆單相思-C      | 電視動畫《日常》前半季片頭主題曲              | 2011年            |
| Hyadain的超特級友情           | 電視動畫《日常》後半季片頭主題曲              | 2011年            |
| 日 feat.下野紘                | 文化放送《Hyadain的Wa-kya好想聽你說》主題歌曲 | 2011年            |
| D.T. feat.！                  | 短篇動畫《》主題歌曲                          | 2011年            |
| Start it right away           | 電視動畫《黑子的籃球》第1期前半季片頭主題曲   | 2012年            |
| SANBA de TORIKO!!!            | 電視動畫《美食獵人TORIKO》片尾主題曲          | 2012年            |
| iZoo？伊豆！iZoo！            | 「iZoo」廣告歌曲                              | 2012年            |
| 23時40分 feat. Base Ball Bear | 電視動畫《爆漫王。》第3期後半季片頭主題曲     | 2013年            |
| 微笑的神明在我身上降臨了！    | 日本電視台綜藝節目《笑神突然降臨…》主題歌曲   | 2013年            |
| PON!!!                        | 日本電視台《PON！》單曲                       | 2013年4月－7月    |
| 短褲魂（Spirit）              | 電視動畫《鋼彈創戰者》片尾主題曲              | 2014年            |
|                               | 文化放送《》主題歌曲                          | 2014年－2017年9月 |
| PON to the Future             | 日本電視台綜藝節目《PON！》形象歌曲           | 2015年10月－      |

### 提供作品
- 電波女與青春男（2011年，電視動畫）
- 宫河家的空腹（2013年，網路動畫）
- 租借女友（2020年，電視動畫）

## 出演

### 電視節目

#### 現在
朝日電視網
- 朝日電視台
  - musicRU TV（日语：musicる TV）（2012年1月9日－）－主持人
  - 塔摩利俱樂部－不定期出演，主要出現在鐵道相關。
  - Cream Quiz Miracle 9（日语：くりぃむクイズ ミラクル9）－不定期出演
- BS朝日
  - （2019年3月22日[10]、2020年1月14日[11]、3月31日[12]－）

NHK系列
- NHK綜合
  - NHK揚聲歌唱冠軍大會（2015年－）
  - 新春TV放談（2016年1月2日－）－小組討論會發言者

其它電視台
- 神奇寶貝夥伴聚集？（日语：ポケモンの家あつまる?）（2015年10月4日－，東京電視台）

#### 過去
NHK系列
- One seg☆Fanmi（日语：ワンセグ☆ふぁんみ）（2012年4月7日－2015年3月7日，NHK One seg 2（日语：NHKワンセグ2））－主持人
- 歷史心跳（日语：歴史にドキリ）（2013年3月12日，NHK）－飾演 陸奧宗光
- NHK教育
  - （2014年4月－2015年3月）－主持人
  - （2015年4月2日－2017年3月30日）－主持人
  - （2017年4月2日－2020年3月23日，NHK教育）－主持人
- WARA CHAO！（日语：ワラッチャオ!）（2016年4月－2017年3月，NHK BS Premium）－飾演 Hyadoin[注 1]

日本電視台
- 日本不准笑（日语：ダウンタウンのガキの使いやあらへんで!）（2013年4月14日）我田中理不
- PON！（日语：PON!）（2014年4月4日－2018年9月26日）－週三主持人

其它電視台
- 熱情大陸（2012年6月3日，每日放送）
- 久保峰子Hyada自卑之夜（日语：久保みねヒャダこじらせナイト）（2012年12月1日、2013年4月4日、2013年6月1日、2013年10月19日－2017年9月23日，富士電視台）－主持人
- 智力回答逆轉樓梯（日语：クイズ逆転階段）（2013年5月30日－8月8日，朝日電視台）－主持人

### 電視劇
東京電視台
- 無限大☆未完成少女（日语：ウレロ☆シリーズ#ウレロ☆未完成少女）（2012年9月14日）－本人
- 什麼都不做的出租先生（日语：レンタルなんもしない人） 第8話（2020年5月28日）－河野

TBS
- 重版出來！（2016年5月10日）－野呂大輔
- 99.9 -刑事專門律師- SEASON II（2018年3月4日）－緒形社長

其它電視台
- 奇蹟的教室（日语：奇跡の教室）（2014年6月28日，日本電視台）－森秀行
- 黃昏流星群（2018年10月9日，富士電視台）－大野社長

### 電視動畫
- 神奇寶貝 太陽&月亮（2019年3月17日，東京電視台）－健一（配音）

### 電影
- 烈車戰隊特急者 THE MOVIE 銀河路線SOS（2014年7月19日，東映）－尼羅伯爵（配音）

### 廣播節目
- Hyadain的Wa-kya好想聽你說（日语：ヒャダインのわーきゃーいわれたい）（2011年10月5日－，AG-ON Premium（日语：AG-ON Premium））
- Hyadain Station（2012年7月1日－2014年3月30日，bayfm）
- Hyadain的Girl-pop！（日语：ヒャダインの"ガルポプ!"）（2013年10月4日－2019年3月30日，NHK-FM放送）
- DAIV TO MUSIC（2018年10月5日－2020年3月30日，文化放送）
- 德井青空的Anigecchu～今日開始就是WOTA活（日语：パワーボイスA）（2019年4月－，NHK-RS1）－WOTA活應援團團長（準常駐）
- 今日是一日“早安家族”三昧（日语：今日は一日○○三昧）（2019年8月16日，NHK FM）－節目嘉賓

### 網路電視
- 蜜毒薬 ～椎名林檎醫師與Hyadain所見～（2019年5月27日，AbemaTV[13]）‐醫師

### 廣告
- 東洋水產（2013年8月－2014年7月）※與武田鐵矢、木瓜鈴木（日语：パパイヤ鈴木）、赤丸Dash☆（日语：赤マルダッシュ☆）共同演出。

### 網路
- Fiat 500X（日语：フィアット・500X）（2015年 日本官方網站）
  - https://www.youtube.com/watch?v=nqUXRoOCNwU （页面存档备份，存于）

### 旁白
- 文化放送「放送終了廣播」（2019年7月－）

### PV
- Gero（日语：Gero）（2013年）
- Gero「吾輩」（2014年）
- 柚子「OLA!!（日语：OLA!!）」（2015年4月15日發行）[14]
- 超特急（2015年）

## 執筆活動
- 週刊週刊YOUNG JUMP增刊「青春0.5號」短篇故事「Very Short」寄稿
- 月刊雜誌BUBKA（日语：ブブカ (雑誌)） 連載「Hyadain的Lovely Juicy Treasure Box」
- 月刊雜誌SMART CD跨部
- Web4Gamer 連載「Hyadain的那個時候我還年輕」
- WebDA VINCI（日语：ダ・ヴィンチ）電子Navi 連載「Hyavinci的讀後感想文」
- 隔月雜誌ROLa 連載
- Tokyo Walker（日语：東京ウォーカー） 連載 CD跨部
- TV Bros.（日语：テレビブロス） 連載「Hyadain的PPP的P」
- 月刊雜誌Oggi（日语：Oggi） 連載
- 朝日中高校生新聞 連載
- 月刊雜誌non-no 連載
- 月刊雜誌營養與料理 連載
- TV Bros. 連載「久保岑Hyada Bros.」
- 月刊誌BUBKA 連載「狂炊的道探究」
- web版Croissant連載【台所】

## 得獎
- 「GQ Men of the Year 2012」

2012年11月19日從「GQ」主辦的「GQ Men of the Year 2012」中。跟該年度最活躍男性藝人織田裕二、村田諒太、北島康介、有吉弘行共5人一起被選出。
- 「2013 部門」
- 「日本東京短片節（日语：ショートショートフィルムフェスティバル）2014 Cnematik部門得獎（MV：半麵包魂（日语：半パン魂））」

## 腳註

## 外部連結
- 前山田健一 官方網站 （页面存档备份，存于） （日語）
- Hyadain 官方網站 （日語）
- 株式會社Five Eighth （页面存档备份，存于） （日語）－所属事務所的官方網站。
- Stardust Promotion的公開簡歷 （页面存档备份，存于） （日語）
- （日語）－前山田健一（Hyadain名義）的官方個人部落格。
- Hyadain or 前山田健一的X（前Twitter） （日語）